# リュート奏者としての自画像
『リュート奏者としての自画像』（リュートそうしゃとしてのじがぞう、伊: Autoritratto come suonatrice di liuto, 英: Self-Portrait as a Lute Player）は、イタリアのバロック期の女性画家アルテミジア・ジェンティレスキが1615年から1617年の間に制作した自画像である。油彩。アルテミジア・ジェンティレスキによって制作された多くの自画像のうちの1つで、リュートの演奏者のポーズをとったアルテミジアが鑑賞者を直接見つめている様子を描いている。アゴスティーノ・タッシに対する14か月にわたるレイプ裁判の後、アルテミジアが結婚してローマからフィレンツェに移った後に制作された。現在はコネチカット州ハートフォードのワズワース・アテネウム美術館に所蔵されている。

## 制作経緯
アルティミーノにあるヴィラ・メディチの1638年の目録に基づいて、フィレンツェのメディチ家の一員のために制作されたと考えられている。目録には「自らの手でリュートを演奏するジェンティレスキの肖像」とする作品が記載されている。メディチ家は貴族階級の芸術家育成に資金を提供する上で重要な役割を果たしており、男性中心のアカデミア・デッレ・アルティ・デル・ディセーニョにアルテミジアが入会することを支援した。時代やメディチ家とのつながりから本作品は第4代トスカーナ大公コジモ2世・デ・メディチの発注によるものと考えられている。

## 作品

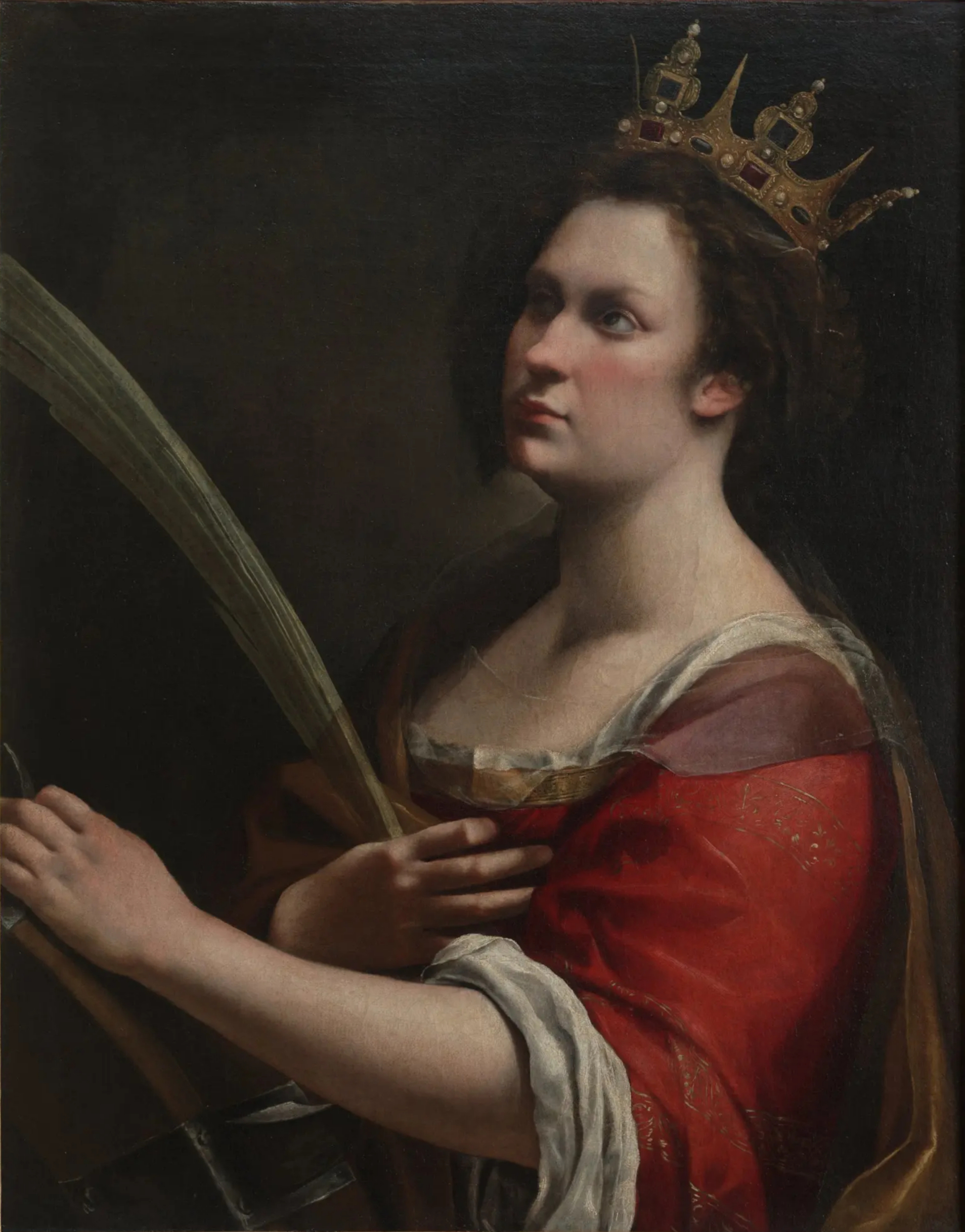
アルテミジアの『アレクサンドリアの聖カタリナ』。1615年から1617年頃。ウフィツィ美術館所蔵。

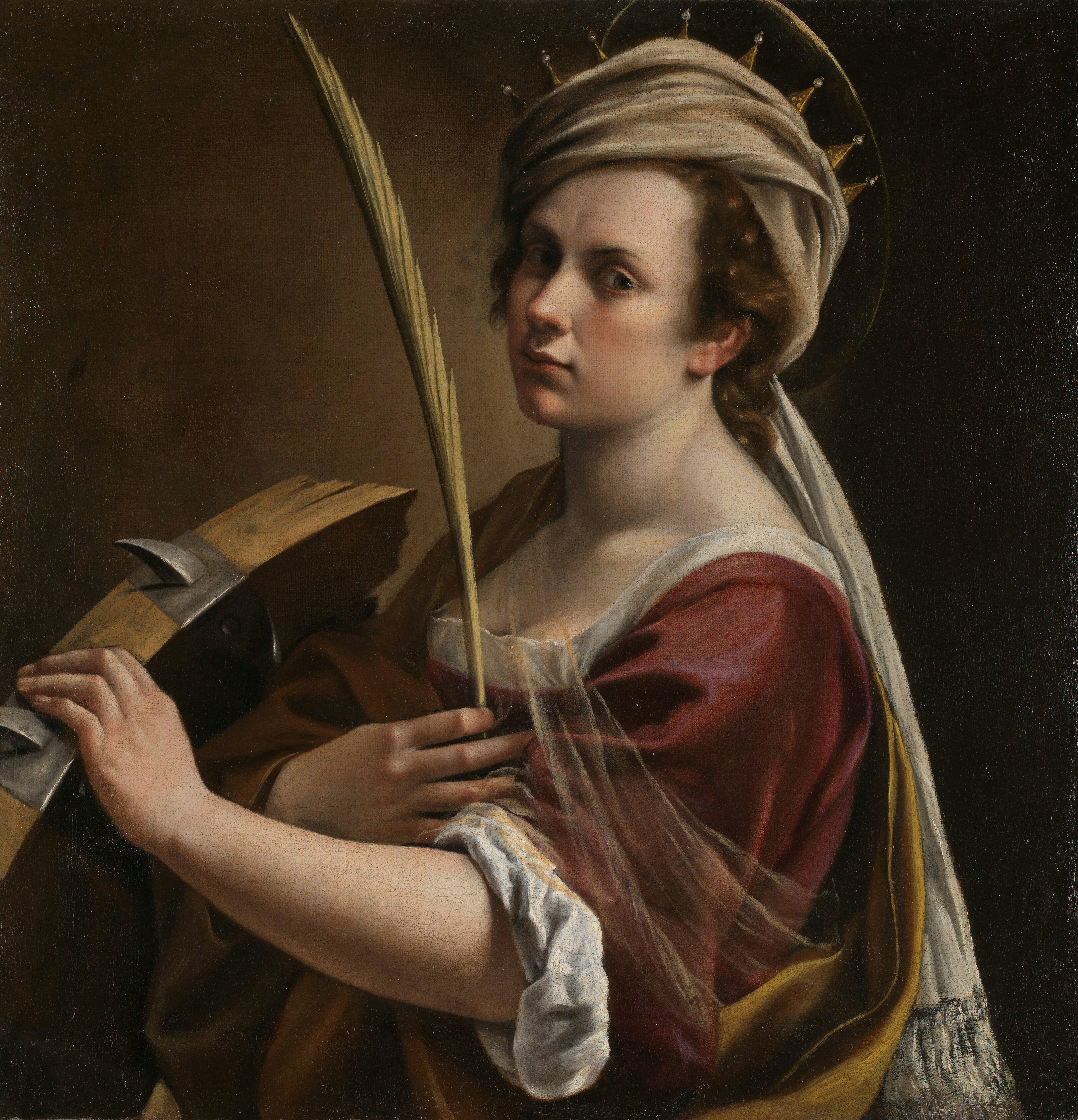
同じくアルテミジアの同時期の『アレクサンドリアの聖カタリナとしての自画像』。ナショナル・ギャラリー所蔵。

サイズはメディチ家の目録に記載されているものと一致している。絵画に描かれた女性像の主な特徴である質感のある栗色の髪、高い額と頬骨、隆起した鼻筋、アーチ型の眉毛、固く閉じた唇、アーモンド形の目といった要素はアルテミジアの自画像と合致している。彼女は腰から上に、身体は右側を向き、頭を鑑賞者に向かって左に傾けた姿勢で見せている。強調された彼女の姿はあたかもスポットライトで照らされているかのように見え、その背後には黒一色の背景がある。ジェンティレスキは演奏しているリュートを胴体と同じ角度で持つのではなく、顔を向ける方向に回転させて鑑賞者に見やすくしている。リュートと指の位置が正確に描写されていることから、美術史家たちはアルテミジアがその楽器を自分の手で演奏したことがあるという結論に達している。彼女は金糸で刺繍された白い布を頭にターバンのように巻いている。頬は顔の他の部分よりもピンク色で、その視線は鑑賞者をまっすぐに見つめている。鑑賞者との直接のアイコンタクトは自画像の共通の特徴であり、それは本作品においても例外ではない。白いトップスの上にぶかぶかの青いトップスを重ね着している。青いトップスにはターバンのものと似た模様が金糸で刺繍されている。衣服の襞は光と影が交互に表されている。アルテミジアは画家とは別のアイデンティティを装った衣装を着て自画像を描く傾向があるため、彼女の自画像が何枚存在するかを知ることは困難になっている。
アルテミジアは父オラツィオ・ジェンティレスキから絵画の描き方を教わった。オラツィオはミケランジェロ・メリージ・ダ・カラヴァッジョの信奉者であり、アルテミジアもカラヴァッジョの作品にインスピレーションを受けている。『リュート奏者としての自画像』は劇的な光と暗闇のコントラストの色調、現実の強烈な描写といったカラヴァジョ的要素を自らの作品にどのように組み込んだのかを説明している。アルテミジアの自画像は美術収集家たちのプライベートなコレクションのために制作されたが、彼女はそれによって自らの機知と文化的知識を表現することができた。
この絵画はロマの女性に似た衣装を着ているアルテミジアを描いたスカーフと衣装に象徴性がある。『リュート奏者としての自画像』はアルテミジアが知識豊富な音楽家として、遊女としての自己描写、自身のアイデンティティについての一側面の架空の表現として自身の姿を描いたと解釈されている。

### 構図
構図はアレクサンドリアの聖カタリナを描いた他の2点の同時期の作品と密接に関連しており、アルテミジアがフィレンツェでの評判を確立する手段として自画像を用いたことを示唆している。アレクサンドリアの聖カタリナはフィレンツェでは人気の聖人で、アルテミジアは聖人としての自画像や肖像画を数多く制作した。聖カタリナが人気を博したのは、大公コジモ2世の妹であるカテリーナ・デ・メディチと相関関係にあると見なされたためではないかと考えられている。『リュート奏者としての自画像』は、身体の位置や、頭部の角度、頭に巻いたターバンを使用していることなど、絵画『アレクサンドリアの聖カタリナ』（Santa Caterina d'Alessandria）および『アレクサンドリアの聖カタリナとしての自画像』（Autoritratto come santa Caterina d'Alessandria）と構図上の類似点を共有している。これら3点の絵画はほぼ同じサイズかつ同時期に描かれ、ポーズもまたほぼ同じであるため、アルテミジアはおそらく3点すべてに同じ下描きを再利用している。この説はアルテミジアが『アレクサンドリアの聖カタリナとしての自画像』と同じ人物像の下絵の上に着彩したことを示す『アレクサンドリアの聖カタリナ』のX線写真によってさらに裏付けられている。これら3点の絵画のほぼ同一の構図は、性的なロマの音楽家を聖カタリナに喩えることで、男性が作り上げた女性のアイデンティティを解体しようとするフェミニストのアプローチを示している。

### シンボリズム

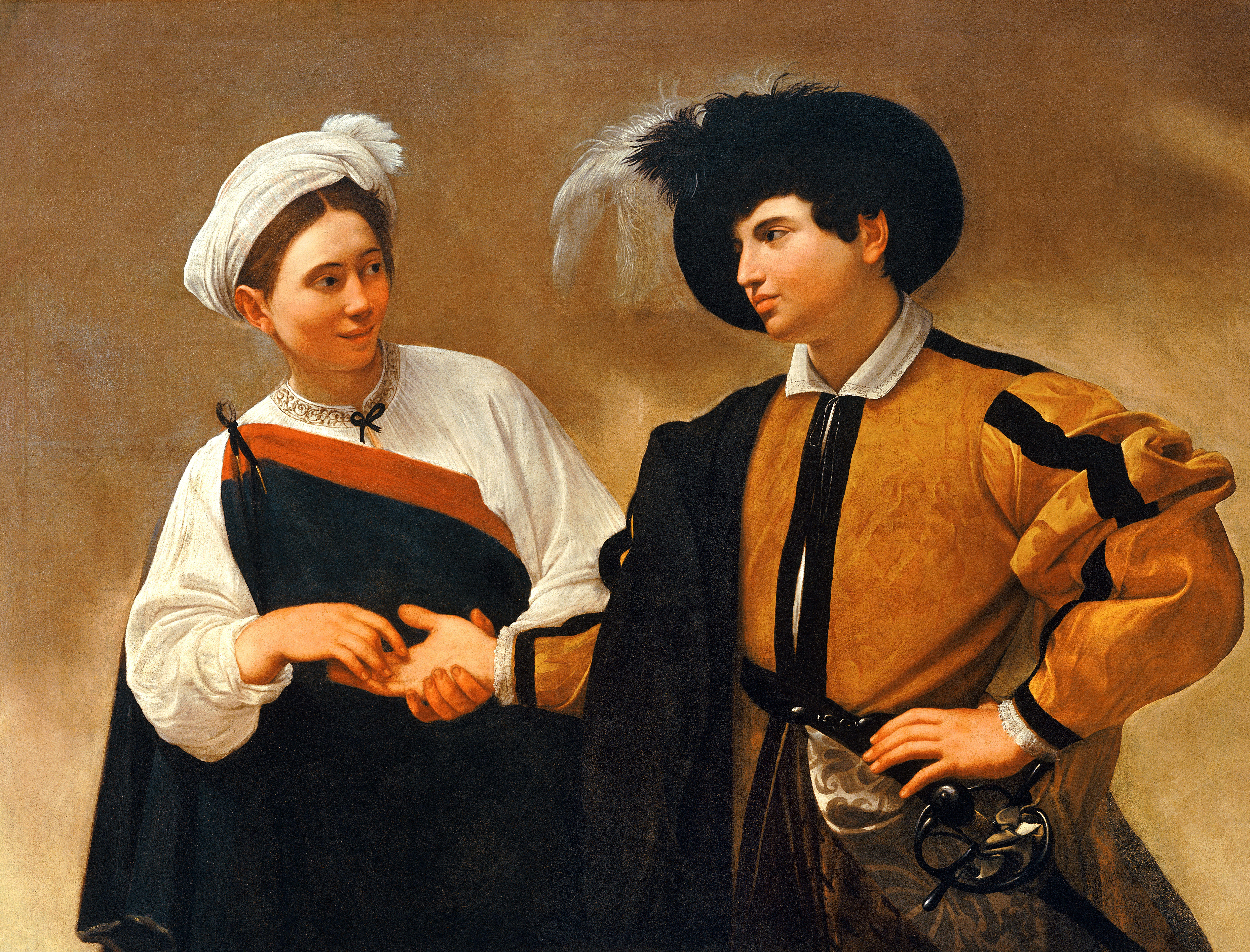
カラヴァッジョの『女占い師』。1593年から1594年、ローマのカピトリーノ美術館所蔵。

『リュート奏者としての自画像』は当時の他の芸術家の自画像とは異なり、アルテミジアを画家と結びつける直接的な象徴物が描かれておらず、彼女の社会的地位を反映することもしていない。美術史家メアリー・ガラードは、頭に巻いたターバンについて、同様のものを描いたミケランジェロ・ブオナローティの素描の肖像画と関係があるのではないかと示唆している。この素描はルネサンス期の芸術家（ミケランジェロの場合は彫刻家として）を描写するためにターバンを使用している。すでに当時のカーサ・ブオナローティに所蔵されており、アルテミジアも見ることができたことから、ターバンは芸術性の間接的な象徴として描いたものであることが考えられる。
アルテミジアは、スカーフとローカットの衣装を印とするロマの音楽家に扮して自画像を描いている。このスタイルの職業的芸人はイタリア宮廷での上演に登場したであろう。スカーフはカラヴァッジョが『女占い師』（The Fortune Teller）で描いたものに似ており、アルテミジアの衣装はこの時代のロマの人々を描いた他の絵画と一致している。ガラードはロマの音楽家は演劇で描かれる人気の人物であり、しばしば音楽を「愛の食べ物」として表したと説明している。
本作品はロマの音楽家としてのアルテミジアが描かれているが、ロマの女性が他人を騙すという典型的な描写が欠けている。ジャッシー・ロッカー（Jesse Locker）によれば、画家は見た絵画を現実であると信じ込ませる芸術作品を創作するため、職業上詐欺師であるという評判があったという。ガラードはアルテミジアが詩人から慈悲深い魔女と呼ばれたことを述べて、この考えを推し進めている。画面に騙される人物が描かれていないこと、およびアルテミジアと鑑賞者の間に発生するアイコンタクトは、騙される人物が鑑賞者であることを暗示している。

### 解釈
自画像はメディチ家の宮廷記録官チェーザレ・ティンギ（Cesare Tinghi）によって記録されたロマの女性の舞踏パフォーマンスであるバッロ・デッレ・ジンガレ（Ballo delle Zingare）の催しとおそらく関連している。チェーザレ・ティンギはロマの衣装には豪華な金糸と銀糸が使われており、アルテミジアのオーバーガウンや頭飾りに描かれているものと似ていると説明した。フィレンツェの観客には生地が高品質の素材であることは容易に分かる。これらのパフォーマンスの際には生地は光を反射し、動きの激しい催しに畏怖の念を加えるために用いられた。画家、作曲家、台本作家、ダンサーがこの時代の宮廷芸能に参加したことが知られており、当時の記録にはアルテミジアと思われる女性「シグ・ラ・アルテミジア」（Sig.ra Artimisia）が宮廷での上演でロマ人に扮して歌ったことが言及されている。そこで自画像に描かれた布地の品質は、アルテミジアが宮廷の催しに参加した人物として自らを描いた作品であるとする考えと一層合致する。
自らを音楽家として描くことは、おそらく彼女自身がソフォニスバ・アングイッソラやラヴィニア・フォンターナなどの他の有名な女性画家と同等であることを暗に主張している。これらの女性画家もまた、自身の知識と高潔さを示すために楽器を演奏する自画像を制作した。もっとも、アルテミジアはリュートの演奏ではなく歌唱のほうで知られていた。
アルテミジアはバラ色の頬と胸を強調したネックラインの低い衣装を使用することで、以前の女性には描かれなかった性的な意味合いを与えており、それによって本作品は性的魅力を表現した最初の女性の肖像画として知られている。ジュディス・ウォーカー・マン（Judith W. Mann）は、この衣装がレンブラントと同様の自認的な方法でアルテミジアが自らを遊女として描いていることを暗に示しているという考えを抱いている。ロッカーはジェンティレスキ父娘がアルテミジアのレイプ裁判で汚名をすすぐために費やした時間を考えれば、彼女が自らを遊女として描写する可能性は低いと主張している。ガラードはアルテミジアが扮装して遊んでおり、安全な方法でアイデンティティの側面を拡張するために、一時的に異なるアイデンティティを自分自身に割り当てているのではないかと示唆している。彼女は男性によって構築された女性のアイデンティティが持つ単一の役割を割り当てられることを避けるため、架空の絵画の中で自身の多くの自己表現を偽装している。

## 来歴
来歴の大部分は不明である。1998年にロンドンのサザビーズで売却された。

## ギャラリー
関連項目

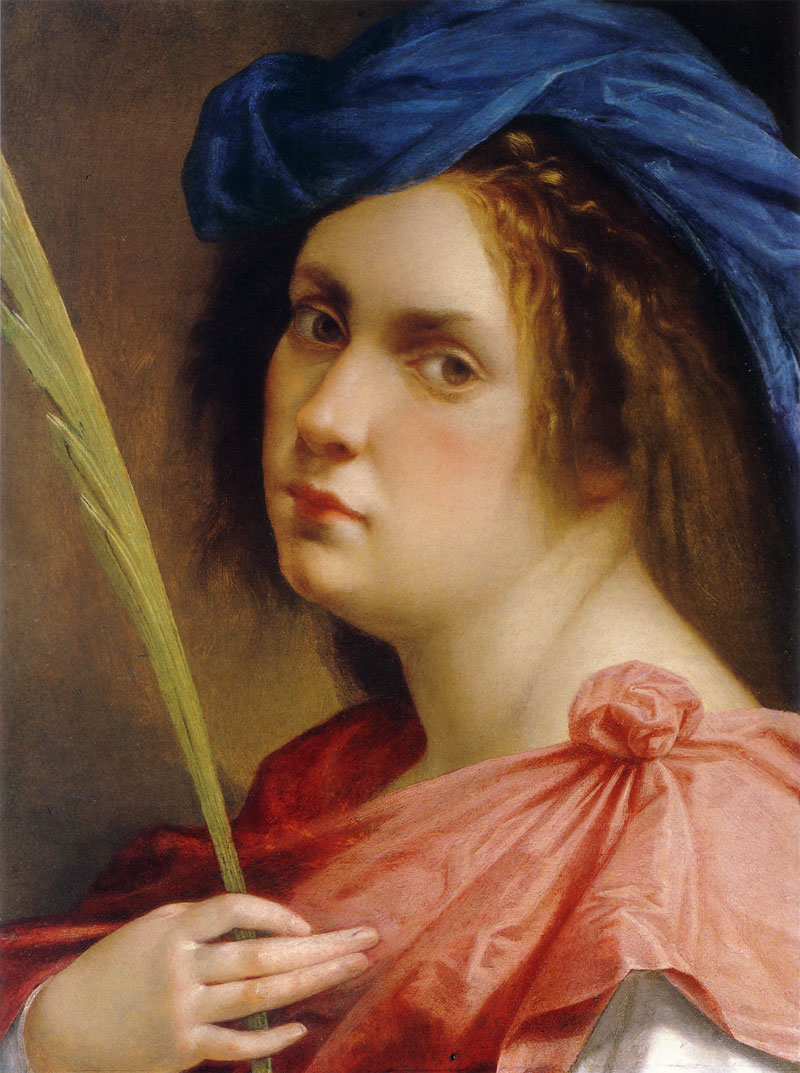
『女性殉教者としての自画像』1615年頃 個人蔵
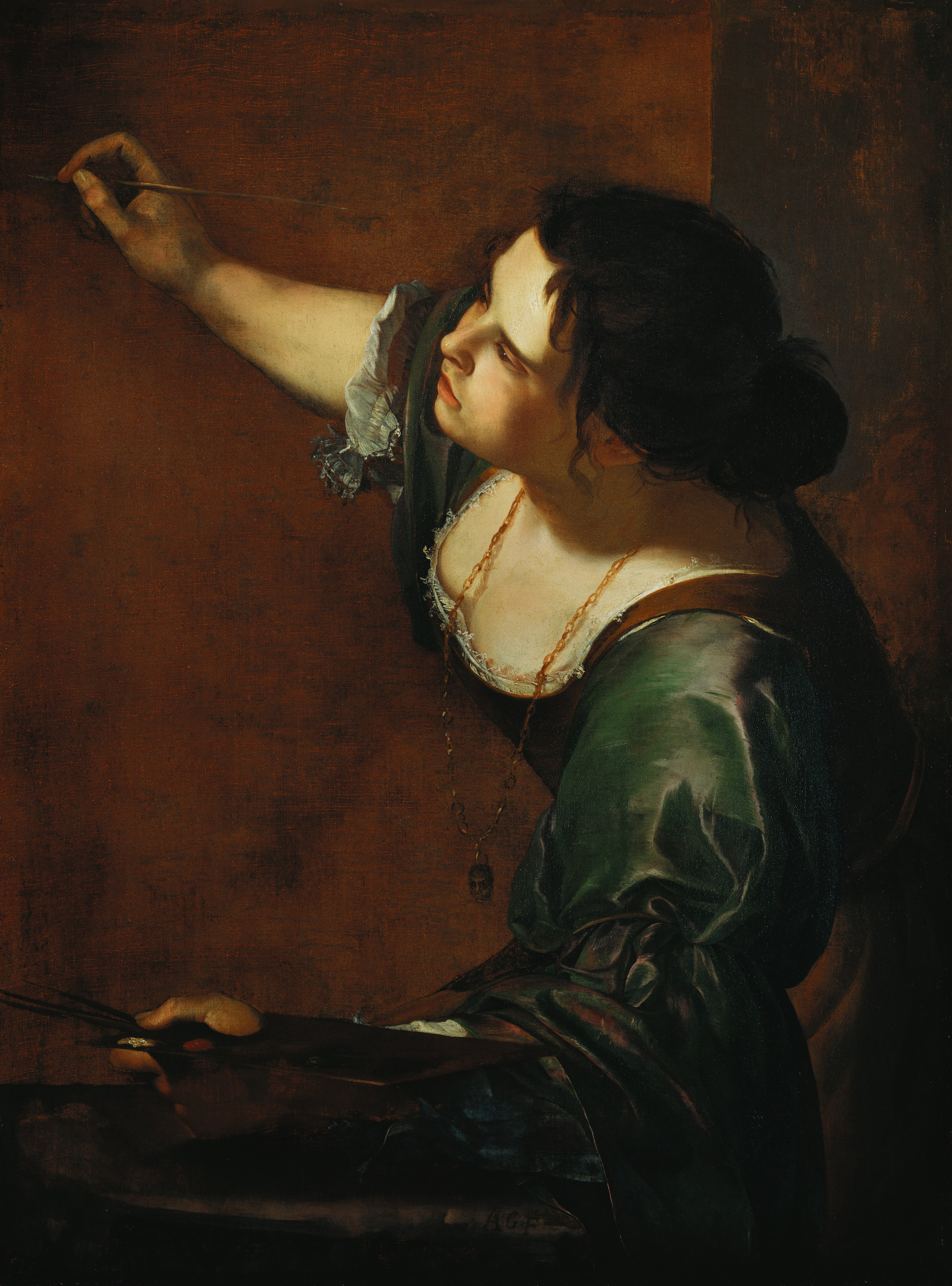
『絵画の寓意としての自画像』1638年-1639年頃 ロイヤル・コレクション所蔵